# Josef Blažina
Josef Blažina (6. února 1813 Rožmitál pod Třemšínem – 7. dubna 1885 Praha) byl český lékař, anatom, chirurg, vysokoškolský pedagog a odborný spisovatel působící v letech 1864 až 1867 jako děkan lékařské fakulty pražské Ferdinandovy univerzity. Mj. byl spoluzakladatelem odborného periodika Časopis lékařů českých.

## Životopis
Narodil se v Rožmitále pod Třemšínem ve středních Čechách v české rodině úředníka na panství Arcibiskupství pražského. Navštěvoval gymnázium v Písku, roku pak 1834 nastoupil na lékařskou fakultu Vídeňské univerzity, doktorské zkoušky pak složil na pražské univerzitě v letech 1840 (ranhojičství) a 1841 (lékařství). Zaměřil se na anatomii. Po krátké praxi v pražské všeobecné nemocnici byl pozván v prosinci 1841 do Lvova, kde mu byla svěřena suplentura předmětu anatomie na lékařské škole. Setrval zde do října 1842, poté se vrátil na pražskou univerzitu. 
3. listopadu 1850 byl povolán jako profesor chirurgie chirurgického ústavu a primář nemocnice sv. Jana v Salcburku, kde setrval osm let. Po návratu na pražskou univerzitu byl roku 1861 zvolen proděkanem, v letech 1865–1868 pak děkanem lékařské fakulty. Roku 1862 se stal jedním ze spoluzakladatelů odborného listu Časopis lékařů českých, jednoho z nejstarších českých medicínských periodik, vydávaného knihkupcem Vincencem J. Schmiedem z pražské Malé Strany. Po prusko-rakouské válce roku 1866 mu byl svěřen vrchní dohled nad vojenskými nemocnicemi v Praze, za což byl vyznamenán rytířským křížem Řádu Františka Josefa. Byl českým vlastencem a zastáncem češtiny při univerzitní výuce. Do penze odešel roku 1879.
Zemřel 7. dubna 1885 v Praze ve věku 67 let. Patrně zde byl také pohřben.